# Вілмінгтон (Нью-Йорк)
Вілмінгтон (англ. Wilmington) — місто (англ. town) в США, в окрузі Ессекс штату Нью-Йорк. Населення — 1139 осіб (2020).

## Демографія
Згідно з переписом 2010 року, у місті мешкали 1253 особи в 541 домогосподарстві у складі 354 родин. Було 834 помешкання
Расовий склад населення:
| - 98,1 % — білих - 0,7 % — азіатів - 0,4 % — чорних або афроамериканців - 0,1 % — корінних американців |

До двох чи більше рас належало 0,7 %. Частка іспаномовних становила 1,1 % від усіх жителів.
За віковим діапазоном населення розподілялося таким чином: 21,3 % — особи молодші 18 років, 64,8 % — особи у віці 18—64 років, 13,9 % — особи у віці 65 років та старші. Медіана віку мешканця становила 43,7 року. На 100 осіб жіночої статі у місті припадало 101,1 чоловіків;  на 100 жінок у віці від 18 років та старших — 102,0 чоловіків також старших 18 років.
Середній дохід на одне домашнє господарство  становив 75 298 доларів США (медіана — 57 604), а середній дохід на одну сім'ю — 87 914 долари (медіана — 69 000). Медіана доходів становила 42 708 доларів для чоловіків та 37 333 долари для жінок. За межею бідності перебувало 9,6 % осіб, у тому числі 17,8 % дітей у віці до 18 років та 11,8 % осіб у віці 65 років та старших.
Цивільне працевлаштоване населення становило 698 осіб. Основні галузі зайнятості: мистецтво, розваги та відпочинок — 27,4 %, освіта, охорона здоров'я та соціальна допомога — 24,6 %, будівництво — 11,6 %, роздрібна торгівля — 7,9 %.